# Mikoyan MiG-31
Il Mikoyan-Gurevich MiG-31 (in cirillico: Микоян-Гуревич МиГ-31; nome in codice NATO: Foxhound) è un caccia intercettore supersonico di fabbricazione sovietica, sviluppato negli anni '70 dalla Mikoyan-Gurevich per conto delle forze aeree sovietiche, nei cui ranghi è entrato in servizio nel 1982 per sostituire il MiG-25.
Progettato per intercettare bombardieri strategici e missili da crociera, il MiG-31 è in grado di raggiungere velocità prossime a Mach 3, caratteristica che, al 2021, ne fa il più veloce al mondo tra i velivoli con motore aerobico a propellente liquido.
Nato con lo specifico scopo di sostituire l'intercettore puro MiG-25, il Mikoyan Gurevich MIG-31 FOXHOUND si è trasformato nel tempo in un vettore d’attacco multiruolo, in grado di ingaggiare anche bersagli terrestri.
Mai impiegato in combattimento, ne sono state prodotte numerose versioni, tra cui una multiruolo, denominata MiG-31BM, e una destinata al lancio di satelliti, denominata MiG-31A. La più recente di queste, denominata MiG-31BM/BSM ed equipaggiata con sonda per il rifornimento, nuova avionica, e un caratteristico periscopio per il navigatore, è entrata in servizio nel 2014 e ha interessato l'aggiornamento di 30 velivoli.
Impiegato oggi presso le Forze aerospaziali russe, nel 2017 ne è entrata in servizio una nuova versione, denominata MiG-31K, pensata specificamente come vettore di missili da crociera e del missile balistico ipersonico aviolanciato Kinžal.
Nel 2022 è stata presentata la versione MiG-31I, designata quale vettore unico del Kinžal.

## Storia

### Sviluppo
Il MiG-31 venne costruito a Nižnij Novgorod (allora chiamata "Gorkij") e nacque in risposta ad una specifica del comando dell'allora difesa aerea sovietica per un intercettore ad elevate prestazioni, che offrisse maggiore flessibilità di impiego ed autonomia dalle stazioni di guida-caccia. Lo scopo era realizzare un aereo in grado di difendere lo spazio aereo dell'Unione Sovietica dalla minaccia rappresentata dai missili da crociera, sia trasportati da aerei (come il Boeing B-52), sia lanciati da sistemi terrestri o navali (in particolare i BGM-109 Tomahawk). Inoltre, il suo compito è anche quello di intercettare i bombardieri supersonici, come ad esempio i Panavia Tornado e i B-1.
Il punto di partenza fu il MiG-25 "Foxbat", un aereo che già aveva delle prestazioni simili a quelle richieste. Da questa base, i tecnici dell'ufficio MiG realizzarono un intercettore biposto, caratterizzato da numerose innovazioni rispetto al predecessore, in particolare motori più potenti, maggiore autonomia, una cellula rinforzata per consentire velocità supersoniche a basse quote, ed un sistema d'arma più potente.
I motori previsti per il MiG-31 erano i Tumansky R-15BF-2-300 da 13 500 kgf con postbruciatore, ma visto che questi non erano stati messi a punto, furono sostituiti con i Soloviev D-30F-6 da 9 500 kg a secco e 15 500 kgf con postbruciatore. Questi motori vennero montati sul prototipo, designato MiG-25MP (poi Ye-155MP), che volò per la prima volta il 16 settembre del 1975.
Tuttavia lo sviluppo andò avanti con estrema lentezza, tanto che l'aereo entrò in servizio solo nel 1982. La versione definitiva ebbe la designazione interna di I-01, e venne prodotta in serie presso gli stabilimenti aeronautici di Nižnij Novgorod.
In occidente si venne a conoscenza del progetto grazie alle informazioni del tenente pilota Viktor Belenko, che disertò nel 1976. La prima foto (escluse le immagini satellitari) è del 1985, realizzata da un pilota norvegese.
La produzione totale, andata avanti a rilento dopo il 1991 e cessata nel 1997, ammonta a circa 500 unità.
Il MiG-31 non è mai stato oggetto di esportazioni al di fuori dell'Unione Sovietica. Inoltre, anche dopo lo scioglimento della stessa, il suo utilizzo continua ad essere limitato a Paesi appartenenti alla CSI: la voce di un contratto del 1992 con la Repubblica Popolare Cinese (24 esemplari acquistati, più la licenza di produzione per altri 700) non è mai stata confermata, e le trattative con l'Iran per 24 esemplari non hanno avuto seguito.
Ad oggi, le uniche nazioni che utilizzano il velivolo nelle proprie forze aeree sono Russia e Kazakistan.
Il Kazakistan ne ha ricevuti 32 esemplari in seguito alla disgregazione dell'Unione Sovietica. Nonostante questi potenti e sofisticati aerei siano probabilmente eccessivi rispetto alle esigenze della V-VS(QR), risultano ancora in servizio.

## Caratteristiche
Questo aereo, derivato dal MiG-25, non ha praticamente nulla in comune col suo predecessore. Il disegno è diverso per tutta una serie di particolari.
Per la costruzione sono stati utilizzati titanio (16%), lega di alluminio (33%), acciaio al nichel saldato ad arco (49%) e materiali compositi (2%). Questa particolare composizione aumenta la resistenza della struttura, e permette all'aereo di raggiungere velocità supersoniche anche a bassa quota (Mach 1,23, pari a 1 500 km/h). Ad alta quota può raggiungere Mach 2,83 (3 026 km/h), ma la velocità massima teoricamente raggiungibile sarebbe di Mach 3 (raggiungerla potrebbe però comportare rischi per la struttura del velivolo).
La capacità di combustibile interna è di oltre 20 000 litri, ed è caratterizzato dalla possibilità di imbarcare due serbatoi supplementari sotto le ali da 2.500 litri l'uno. La versione base è sprovvista della possibilità di rifornimento in volo.
Dal punto di vista operativo, il MiG-31 è sicuramente più capace e versatile del suo predecessore. Si tratta infatti di un aereo in grado di effettuare missioni di intercettazione praticamente con qualunque situazione meteo, capace di ingaggiare avversari che vanno dal bombardiere strategico al missile da crociera. Tuttavia, non si tratta di un aereo adatto al combattimento manovrato a causa delle sue dimensioni e del suo peso.

### Armamento
La dotazione tipica di missione del MiG-31 consiste in quattro missili aria-aria Vympel R-33 (nome in codice NATO: AA-9 Amos), che hanno una gittata di 110–120 km, e quattro Molniya R-60 (AA-8 Aphid), con una gittata di 7–12 km. Inoltre, è equipaggiato con un cannone a sei canne rotanti interno GSh-6-23 da 23 mm (con 260 colpi), che ha una cadenza di fuoco dichiarata tra i 6 000 e gli 8 000 colpi al minuto.
Il punto di forza del suo armamento è sicuramente il radar, un NIIP SBI-16 Zaslon (nome in codice NATO: "Flash Dance") munito di un'antenna a scansione elettronica, con una portata di oltre 200 km in scoperta e 120 in inseguimento. Pare si tratti del più potente radar d'attacco esistente: ha la capacità di inseguire 10 bersagli ed ingaggiarne fino a 4 contemporaneamente, a quote di volo che vanno da 25 000 a 28 000 metri. Tuttavia, pare che le versioni successive montino una versione del radar migliorata, lo Zaslon-M, che sembra abbia una portata di 400 km.

## Impiego operativo
La produzione di serie del MiG-31 ha avuto inizio nel 1979. Il MiG-31 è entrato in servizio opertaivo nella Forza di difesa aerea (PVO) nel 1981.
Negli anni 2010 trovano impiego in missioni di tipo AWACS. Il sofisticato sistema di data-link, che può collegare fino a 4 MiG-31 contemporaneamente, permette ai velivoli di sorvegliare un fronte di ben 900 km di lunghezza.
Dieci esemplari sono stati convertiti tra il 2017 ed il 2019 allo standard MiG-31K, rendendoli compatibili al trasporto di un missile ipersonico Kinžal collocato sotto i piloni ventrali. Il Mig-31K è utilizzato nei pattugliamenti marittimi a lungo raggio, in quanto il Kinžal secondo i suoi costruttori trova la sua massima espressione ed utilità nell'impiego anti-nave.
|  |  |

Durante l'invasione russa dell'Ucraina del 2022 sono stati riportati diversi abbattimenti di aerei ucraini da parte di MiG-31, principalmente utilizzando missili aria-aria R-37 a lungo raggio. Rimanendo ad alta quota e ad alta velocità, i MiG-31 sono stati in grado di operare virtualmente inattaccabili, data la mancanza di raggio d'azione, altitudine e velocità da parte dei caccia ucraini.
L'8 settembre 2024 è stata confermata visivamente la perdita di tre MiG-31BM, due dei quali distrutti da un missile ucraino che ha colpito l'aeroporto di Belbek nella Crimea il 15 maggio 2024. Il terzo è caduto durante il decollo dallo stesso aeroporto il 1º ottobre 2022, con le immagini satellitari che mostrano chiaramente i rottami, con il jet uscito fuori pista e caduto in un dirupo prima di esplodere.
I missili R-37M, una versione potenziata degli R-37, sono stati la minaccia più grande per le forze aeree ucraine fin dall'Ottobre 2022, in quanto prive di missili "spara-e-dimentica". Poichè i loro aerei sono equipaggiati principalmente con missili R-27 (nelle varianti R-27ET e R-27ER), la loro distanza di ingaggio è di soli 97km. Un pilota ucraino deve poi "illuminare" un aereo russo con il radar per guidare il missile verso il bersaglio. I piloti russi, avendo a disposizione degli R-77 con radar attivo e sistema "spara-e-dimentica" possono lanciare i missili da distanza maggioree poi dedicarsi a manovre evasive. I piloti ucraini sono stati quindi costretti a "sfruttare le anomalie del terreno e i suoi disturbi al radar per riuscire ad avvicinarsi abbastanza da poter sparare senza essere attaccati". Durante i primi tre giorni di guerra entrambe le parti hanno perso dei velivoli. Gli ucraini hanno rimpiazzato le perdite con vecchi velivoli rimessi in operatività. Le Forze Aerospaziali Russe li hanno rimpiazzati con dei MiG-31 armati di missili R-37M, armi con una gittata di 320km. Grazie alla migliore dotazione radar, l'Aeronautica Militare Ucraina ha iniziato a perdere più velivoli. Un report della Royal United Services Institute afferma che in ottobre venivano lanciati contro le forze ucraine circa 5 R-37M al giorno.  Quattro MiG-31 sono stati schierati anche in Crimea. Per evitare i missili R-37M, l'Ucraina ha dovuto tentare di distruggere i MiG-31 mentre erano ancora a terra, come nell'attacco alla base aerea di Belbek e in un tentativo di attacco con droni ad agosto.

## Versioni

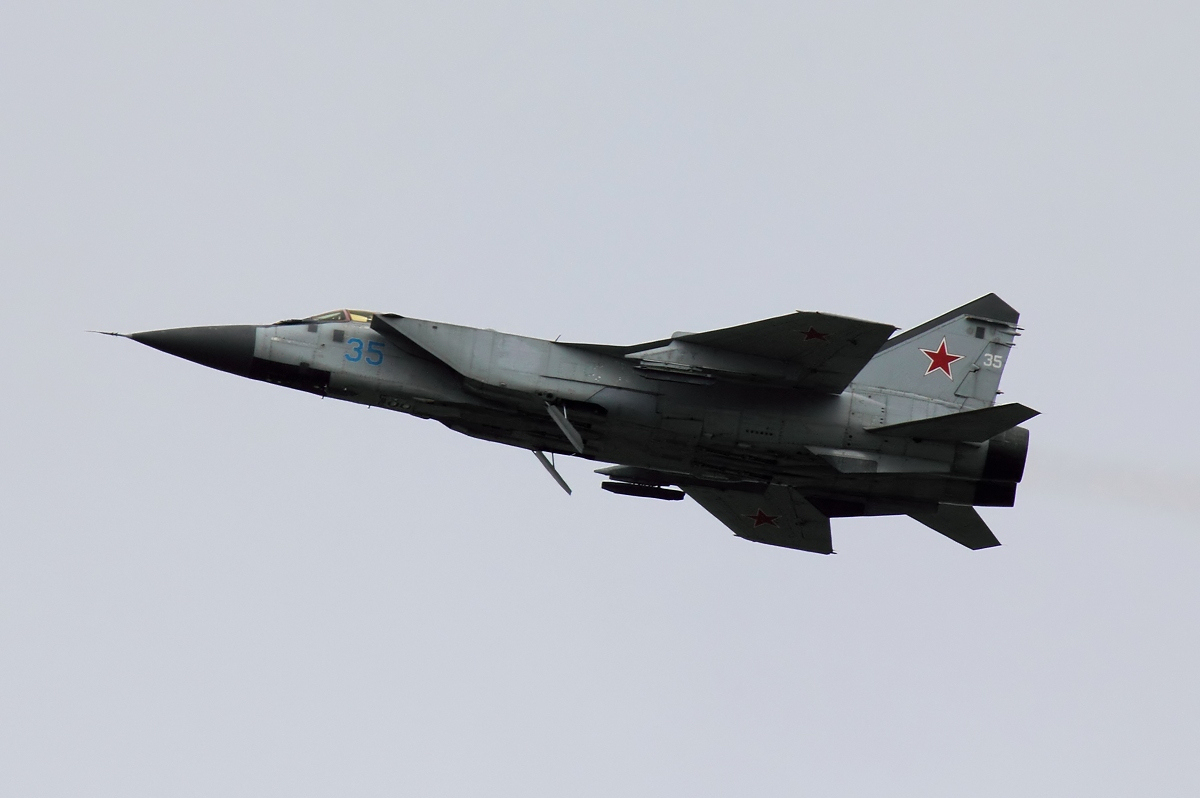
Un MiG-31B (si possono notare gli aerofreni aperti sotto le prese d'aria)

MiG-31 "Foxhound-A": versione base, entrato in servizio nel 1982. Può portare 8 missili ed è fornito di un data-link che consente a 4 aerei di pattugliare un fronte di 900 km. Fornito di un sistema radar APD-518 per attacchi silenziosi, è in grado di ingaggiare fino a 4 bersagli contemporaneamente.
MiG-31LL: versione sperimentale da ricognizione dotata di agganci per macchine fotografiche sulle ali.
MiG-31DZ "Foxhound-A": designazione non ufficiale dei MiG-31 modificati con sonda per il rifornimento in volo davanti all'abitacolo.
MiG-31B "Foxhound-A" (Izdelye 02): introdotto nel 1990. Versione migliorata del MiG-31. Prodotto in serie.
MiG-31BS "Foxhound-A": versione con radar migliorato, contiene alcuni elementi del MiG-31M (stesso armamento e possibilità di portare quattro serbatoi subalari da 2.250 litri).
MiG-31E: versione da esportazione rimasta senza seguito. Un esemplare costruito.
MiG-31M "Foxhound-B" (Izdelye 05): sette prototipi costruiti. Può ingaggiare in contemporanea 6 bersagli. Non prodotto in serie a causa del crollo dell'Unione Sovietica. Lo sviluppo è iniziato nel 1983 ed il primo volo è del 1986. Si tratta di un aereo più sofisticato, ha una sonda per il rifornimento in volo completamente retrattile, un nuovo sistema di comandi ed un radar MIIP S-800 Zaslon-M, con funzioni più sofisticate. Il radar, infatti, può inseguire fino a 10 bersagli contemporaneamente ed ingaggiarne 4. L'armamento previsto è 4 Vympel R-37 (AA-X-13) e 4 Vympel R-77 (AA-12 Adder). È stato costruito in 7 esemplari, ma non ha avuto seguito. Per il cannone, sul MiG-31M la cadenza di colpi è di 12 000 colpi/min teorici.
MiG-31D (Izdelye 07): 2 esemplari modificati e sperimentati tra il 1986 ed il 1987. Possono imbarcare un missile con capacità antisatellite. Il programma è stato sospeso con la cancellazione del programma americano SDI (il Strategic Defense Initiative).
MiG-31BM: versione multiruolo del 2007. I test per l'aggiornamento sono stati completati nel 1999. Si tratta di un caccia multiruolo che è in grado di colpire anche bersagli al suolo. L'aggiornamento principale consiste in un computer di bordo e in un radar in grado di attivare contemporaneamente sia i missili aria-aria sia quelli aria-superficie. In operazioni di intercettazione può ingaggiare fino a 24 bersagli contemporaneamente.
MiG-31FE "Foxhound-B": versione multiruolo da esportazione del MiG-31BM.
MiG-31A (MiG-31S): versione MiG-31D modificata per il lancio di un satellite.
MiG-31BM/BSM: versione aggiornata del Mig-31BM del 2007, entrata in servizio nel 2014 e che prevede: sostituzione di tutti i cablaggi del velivolo, del canopy, dell'avionica di bordo nonché l'integrazione di nuovi sistemi d'arma aria-aria, del periscopio del navigatore e di sonda retrattile per il rifornimento in volo.
MiG-31K: evoluzione del MIG-31, progettata quale vettore di missili da crociera di grandi dimensioni, tra cui il missile balistico ipersonico aviolanciato Kinžal; operativa dal 2017.
MiG-31I: versione specializzata del Mig-31K, che impiegherà esclusivamente il missile balistico ipersonico aviolanciato Kinžal; operativa dal 2022.

## Incidenti
Un MiG-31 è precipitato il 6 settembre 2011 sugli Urali ed entrambi i membri dell'equipaggio sono morti; in attesa dell'esito dell'inchiesta, l'intera flotta di MiG-31 è stata messa a terra.

## Utilizzatori
Kazakistan
- Sil Vozdushnoy Oborony Respubliki Kazakhstan

32 MiG-31B ex sovietici ricevuti a partire dal 1997 ed operanti nel 365º Reggimento di Semipalatinsk. Uno dei 21 esemplari in servizio al dicembre 2019 è stato perso ad aprile 2020.
 Russia
- Vozdušno-kosmičeskie sily VKS RF

~120 esemplari in servizio al 2016. Al 2019, 60 velivoli aggiornati alla versione MiG-31BM/BSM. A giugno 2020 è stato reso noto che l'aggiornamento sarà esteso a tutti gli esemplari in servizio, quantificati in 130 esemplari operanti nelle seguenti formazioni:
- 764º Reggimento Caccia - 2 Squadriglie di MiG-31BM, base Perm' Bol'šoe-Savino
- 22º Reggimento Caccia - 2 Squadriglie di MiG-31BM/BSM, base Central'naja Uglovaja
- 712º Reggimento Caccia della Guardia - 2 Squadriglie di MiG-31BM, base Kansk
- 790º Reggimento Caccia - 2 Squadriglie di MiG-31, base Borisovskij Chotilovo), 24 km a sud della città russa di Bologoe
- 148° Centro Sperimentale di Volo Savostlejka, base Murom

- Aviacija Voenno-Morskogo Flota
  - 98º Reggimento Composito della Guardia - 1 Squadriglia di MiG-31, base Mončegorsk
  - 317º Reggimento Composito indipendente - 1 Squadriglia di MiG-31B/BM/BSM, base Elizovo

## Il MiG-31 nella cultura di massa
- Il Mig-31 è presente tra i velivoli del videogioco Tom Clancy's H.A.W.X. (scaricabile tramite DLC)[31]. Fa inoltre la sua comparsa nella serie di videogiochi Ace Combat[32].
- In ambito cinematografico, il velivolo viene citato nel film Firefox - Volpe di fuoco. Rispetto al Foxhound originale, però, il mezzo militare mostrato nell'opera cinematografica è totalmente diverso, in quanto adotta una configurazione aerodinamica del tutto diversa e incorpora un sistema di puntamento missilistico fantascientifico. Anche la denominazione NATO è diversa.
- Il MiG-31 ed il MiG-31M sono presenti nel videogioco Wargame: Airland Battle.
- Il Foxhound 31 è presente nel gioco: Gunship Battle Total Warfare.